# 25 Batalion Logistyczny
25 Batalion Logistyczny Ziemi Tomaszowskiej (25 blog) – pododdział logistyczny Sił Zbrojnych RP.
Batalion został sformowany 1 sierpnia 1999 roku w składzie 25 Brygady Kawalerii Powietrznej. Jednostka stacjonowała w Nowym Glinniku. Batalion osiągnął gotowość bojową z dniem 1 stycznia 2000 roku. Z dniem 1 września 2000 roku pododdział otrzymał nazwę wyróżniającą "Ziemi Tomaszowskiej", a dzień 20 września został ustanowiony Świętem Batalionu. W terminie do 31 grudnia 2001 roku jednostka została rozformowana, a na jej bazie zorganizowano samodzielne pododdziały: 25 kompanię zaopatrzenia, 25 kompanię remontową i 25 kompanię medyczną.
W 2011 roku po raz drugi rozpoczęto formowanie 25 Batalionu Logistycznego. Proces formowania rozpoczęła grupa organizacyjna pod dowództwem mjr. Roberta Karolaka. 13 czerwca 2011 roku mjr Paweł Gos został wyznaczony na stanowisko szefa sztabu – zastępcy dowódcy batalionu. Jednocześnie wymienionemu powierzono czasowe pełnienie obowiązków dowódcy jednostki. W skład batalionu zostały włączone samodzielne dotąd pododdziały brygady: 25 kompania zaopatrzenia i 25 kompania remontowa. Jednostka osiągnęła gotowość bojową 1 stycznia 2012 roku.

## Struktura organizacyjna 25 blog
w 2011 roku:
- dowództwo
- sztab
- pluton dowodzenia
- zespół zabezpieczenia medycznego
- kompania zaopatrzenia
- kompania remontowa